# Carola Guber
Carola Guber (geboren um 1970 in Braunschweig) ist eine deutsche Opernsängerin der Stimmlage Mezzosopran.

## Leben und Werk
Carola Guber absolvierte zunächst ein Studium zur Diplom-Instrumentallehrerin und danach ein Gesangsstudium an der Hochschule für Musik und Theater in Hannover (bei Carol Richardson-Smith). Von 1993 bis 2001 zählte sie zum Ensemble der Niedersächsischen Staatsoper in Hannover, wo sie unter anderem als Angelina in La Cenerentola auffiel. Für diese Rollengestaltung wurde sie von der Zeitschrift Opernwelt als beste Nachwuchssängerin nominiert. Danach war sie drei Jahre lang Ensemblemitglied der Vereinigten Städtischen Bühnen von Krefeld und Mönchengladbach, wo sie ihr Repertoire um weitere Hauptrollen erweitern konnte. Sie sang dort unter anderem die Carmen, die Donna Elvira im Don Giovanni und die Jokasta in der Oedipus-Vertonung von Wolfgang Rihm. Von 2004 bis 2008 war sie Ensemblemitglied am Theater Erfurt. Von 2004 bis 2012 sang sie alljährlich bei den Bayreuther Festspielen eines der Blumenmädchen im Parsifal und ab 2007 war sie in Katharina Wagners Neuinszenierung der Meistersinger von Nürnberg die Magdalene. In der Spielzeit 2013/2014 gastierte sie am Musiktheater im Revier in Gelsenkirchen, 2013 und 2015 sang sie die Mutter in Hänsel und Gretel an der Komischen Oper Berlin. Konzert- und Opernverpflichtungen führten die Sängerin in zahlreiche Konzertsäle und auf viele Opernbühnen in ganz Deutschland, weiters nach Italien, Frankreich, Portugal, in die Niederlande und die USA, zu den Ludwigsburger Schlossfestspielen, dem Menuhin-Festival nach Gstaad, dem Rheingau Musik Festival, den Göttinger Händel-Festspielen, den Brühler Schlosskonzerten, an das Théâtre des Champs-Élysées in Paris und an die Accademia di Santa Cecilia in Rom. Zu den Dirigenten, mit denen sie zusammenarbeitete, zählten Pierre Boulez, Frans Brüggen, Ádám Fischer, John Eliot Gardiner, Daniele Gatti, Ruben Gazarian, Wolfgang Gönnenwein, Philippe Jordan, Christoph Prick, Andreas Spering und Sebastian Weigle. 
Von 2008 bis 2011 hatte sie einen Lehrauftrag an der Hochschule für Musik Franz Liszt in Weimar inne. 2010 wurde sie als Professorin an der Hochschule für Musik und Theater „Felix Mendelssohn Bartholdy“ in Leipzig berufen. Zu ihren Schülerinnen zählen Christel Loetzsch und Jana Markovic.

## Rollen (Auswahl)

### Uraufführung
- Gilgamesch von Volker David Kirchner, Expo 2000 in Hannover (Bara/Ischtar/Sidura)

### Repertoire
| Bizet: - Titelpartie in Carmen Donizetti: - Elisabetta in Maria Stuarda Dvořák: - Fremde Fürstin in Rusalka Gluck: - Orfeo in Orfeo ed Euridice Gounod: - Siébel in Faust Humperdinck: - Hänsel und Mutter in Hänsel und Gretel Mozart: - Cherubino in Le nozze di Figaro - Donna Elvira im Don Giovanni - Dorabella in Così fan tutte - Zweite Dame in der Zauberflöte Offenbach: - Nicklausse/Muse in Les contes d’Hoffmann |  | Rossini: - Isabella in L'Italiana in Algeri - Rosina im Barbiere di Siviglia - Angelina in La Cenerentola Schoeck: - Meroe in Penthesilea Johann Strauß Sohn: - Prinz Orlofsky in der Fledermaus Richard Strauss: - Octavian und Annina in Der Rosenkavalier - Komponist in Ariadne auf Naxos Verdi: - Fenena in Nabucco - Principessa Eboli in Don Carlo - Meg Page in Falstaff Wagner: - Venus im Tannhäuser - Magdalene in Die Meistersinger von Nürnberg - Wellgunde in Das Rheingold - Schwertleite und Siegrune in Die Walküre - Wellgunde in Götterdämmerung - Blumenmädchen und Kundry im Parsifal |

## Aufnahmen
Auf CD bzw. DVD erschienen sind Die Zauberflöte unter John Eliot Gardiner (als Zweite Dame) und die Kinderlieder, op. 37 von Carl Reinecke. Mitschnitte bestehen von den Meistersingern von Nürnberg (Bayreuth 2008) und von Demetrio e Polibio (Rügen 1993).